# 小幡壮
小幡 壮（おばた そう、1955年8月 - ）は、日本の人類学者（文化人類学・東南アジア文化論）。学位は文学修士（立教大学・1982年）。静岡県立大学名誉教授。
立教大学講師、女子栄養大学研究員、静岡県立大学国際関係学部教授、静岡県立大学附属図書館館長などを歴任した。

## 概要
文化人類学や東南アジア文化論を専攻する人類学者である。東南アジアを主題として文化人類学的な視点からの研究に取り組んだ。立教大学、女子栄養大学、静岡県立大学などで教鞭を執った。

## 来歴

### 生い立ち
1955年生まれ。立教大学に進学し、社会学部の社会学科にて学んだ。1979年に立教大学を卒業した。その後は立教大学の大学院に進学し、1982年に文学修士の学位を取得した。なお、立教大学の大学院においては、1994年に文学研究科の博士後期課程を退学している。

### 研究者として
研究者としては、母校である立教大学にて講師を務めたほか、女子栄養大学の研究員として勤務した。その後、静岡県立大学に転じる。静岡県立大学では、国際関係学部の講師、助教授などを経て教授に就任し、国際言語文化学科の講義を担当した。また、静岡県立大学の大学院では、国際関係学研究科の教授も兼務し、比較文化専攻の講義を担当した。2021年3月、静岡県立大学を定年退職した。これまでの功績に鑑みて、同年に静岡県立大学より名誉教授の称号が授与された。

## 研究
専門は人類学であり、特に文化人類学や東南アジア文化論といった分野の研究に取り組んでいる。具体的には、東南アジアを中心にした地域について取り上げ、それを文化人類学的な見地から分析する研究に従事している。一例としては、秋野晃司や澁谷利雄らとともに、アジアの食文化についてフィールドワークの経験に基づいて取り纏めた専門書も著している。また、専門書以外にも、青柳真智子が取り纏めた中等教育での文化人類学について論じた書籍など、さまざまな媒体にて執筆している。
学会活動としては、文化人類学会、生活学会、スポーツ人類学会などに所属している。

## 略歴
- 1955年 - 誕生。
- 1979年 - 立教大学社会学部卒業。
- 1994年 - 立教大学大学院文学研究科博士後期課程退学。
- 2021年 - 静岡県立大学定年退職[7]。
- 2021年 - 静岡県立大学名誉教授[7]。

## 著作

### 編著
- 秋野晃司・小幡壮・澁谷利雄編著『アジアの食文化』建帛社、2000年。ISBN 4767902444

### 執筆
- 青柳真智子編著『中学・高校教育と文化人類学』大明堂、1996年。ISBN 4470920215

## 関連人物
- 青柳まちこ